# Veitongo
Veitongo (auch: Veitogo) ist ein Ort in der Inselgruppe Tongatapu im Süden des pazifischen Königreichs Tonga.
Im Jahr 2021 hatte Veitongo 1411 Einwohner.

## Geographie
Der Ort liegt am Südufer der Fangaʻuta Lagoon zwischen Haʻateiho und dem Distriktshauptort Vaini an der Taufaʻahau Road. Südlich der Hauptstraße schließt die Siedlung Lotohaʻapai an.
Im Ort gibt es Kirchen der „Church of Jesus Christ of Latter-day Saints“, der „SUTT Veitongo“ und der „Free Church of Tonga, Veitongo“. Westlich des Ortes befinden sich Campūs des „Tonga College ʻAtele“ und der University of the South Pacific.

## Klima
Das Klima ist tropisch heiß, wird jedoch von ständig wehenden Winden gemäßigt. Ebenso wie die anderen Orte der Tongatapu-Gruppe wird Veitongo gelegentlich von Zyklonen heimgesucht.